# Курган (Тверская область)
Курган — опустевший хутор в Кувшиновском районе Тверской области. Входит в состав Прямухинского сельского поселения.

## География
Находится в центральной части Тверской области на расстоянии приблизительно 26 км (по прямой) на юго-восток от города Кувшиново, административного центра района.

## История
Отмечен был впервые на карте 1924 года.

## Население
Численность населения не была учтена как в 2002 году,так и в 2010.